# Urbano Chevreau
Urbano Chevreau (Loudun, 20 aprile 1613 – Loudun, 15 febbraio 1701) è stato uno scrittore francese.
Trascorse quasi interamente la sua vita viaggiando e si trattenne in un lungo soggiorno (1653-1655) presso la corte di Svezia, dove operò come segretario dei comandamenti della regina Cristina di Svezia.
Delle sue opere ci sono pervenute: 
- Scanderbeg, Parigi, 1644;
- Remarques sur les poésies de Malherbe[3], 1660;
- numerose opere teatrali drammatiche, tra i quali si segnala la Suite et le Mariage du Cid[4] , tragi-commedia, 1638;
- una raccolta intitolata Chevraeana ou mélanges d'histoire, de critique[5], 1697 (1 volume) poi 1700 (2 volumi).